# Melito
Pour les articles homonymes, voir Melito (homonymie).
Maurice Miot, dit Melito (né le 2 octobre 1920 à Romilly-sur-Seine et mort le 14 mai 1994  à Angers est un artiste peintre français.

## Biographie
Pour Melito tout a commencé d’une période figurative en 1945, date de son arrivée à Paris. La découverte du surréalisme, le semi-figuratif par la suite a fait naître en lui le commencement de l’abstraction géométrique.
Melito expose durant toute sa vie en France et à l'étranger et ce dans de nombreux salons et galeries (Salon des réalités nouvelles, Salon Comparaisons, Salon des Surindépendants, Musée d'art moderne de la ville de Paris, salon de l'Art Libre, la galerie Bellechasse, la Galerie de France, la galerie de l'Université, galerie Morforen… ).
Durant sa vie, il rencontre de nombreux artistes comme, Gromaire et Jean Cocteau puis Sonia Delaunay et Marcelle Cahn entre autres.
Melito se plaisait à dire qu’il voulait exprimer au travers de son art, « la réalité vraie », la réalité intérieure : celle de l’âme. Il voulait communier avec le public amateur, le bouleverser, le toucher dans leur for intérieur, dans ce qui reste cacher, invisible dans leur vie quotidienne.

« Mélito crée des équivalents plastiques à base de lignes, de formes simples le plus souvent rectilinéaires, de rythmes presque musicaux, et dans cette sévérité sait introduire l’étincelle d’une poésie fine et souple, et maintenir le sens de la vie »

— Robert Vrinat